# Changeling
Changeling er en amerikansk thriller fra 2008 instrueret af Clint Eastwood og skrevet af J. Michael Straczynski. Filmen begynder i 1928 i Los Angeles og fortæller en historie, som er baseret på en virkelig begivenhed. Den handler om en mor, hvis dreng vender tilbage efter at have været forsvundet. Drengen der kommer tilbage er dog ikke den rigtige søn, hvilket moren forsøger at overbevise politiet om. De vil ikke lytte til hende og fjerner hende ved at sende hende på en sindssygeanstalt.
Begivenhederne fra filmen hænger tæt sammen med Wineville Chicken Coop Murders, en sag fra 1928 hvor en mand kidnappede og dræbte adskillige børn. Changeling handler om temaer som kvinders afmagt og korruption i offentlige myndigheder. Filmen er lavet af Imagine Entertainment og Malpaso Productions for Universal Pictures. Filmen havde premiere første gang i USA 24. oktober 2008 og i Danmark 16. januar 2009.

## Handling
Lørdag den 10. marts 1928 lovede Christine Collins (Angelina Jolie) sin søn Walter (Gaittlin Griffith) at gå i biografen. Men desværre bliver hun ringet op fra hende arbejde telefoncentralen og de beder hende om at komme. Hun lover Walter at være hjemme klokken 16:00, men pga. hun ikke nåede sporvognen måtte hun gå hjem. Da hun kommer hjem er Walter væk, hun tjekkede hos naboer, men han var der ikke. Hun melder det til Los Angeles politi (LAPD), hvor der har været problemer med korruption i lang tid. Her finder de en dreng nogle måneder efter som ligner Walter og det påstår drengen han er. Men Christine siger at det ikke er hendes søn, men kriminalinspektør Jones (Jeffrey Donovan) insisterer på at hun tager ham "med hjem på prøve". Men da hun kommer hjem finder hun nogle ændringer ved ham. Han er syv centimeter mindre end sidst og han er omskåret. Kriminalinspektør Jones vil ikke tro på det, og afviser hendes klager som sludder, men pastor Gustav Briegleb (John Malkovich) tror på hendes sag, og vælger at hjælpe hende i kampen mod politiet.
Efter at Christine konfronterer Jones med de fysiske uoverensstemmelser mellem "Walter" og hendes søn, sender Jones en doktor for at besøge hende. Han fortæller Christine at "Walter" er blevet lavere fordi fordi den traumatiske oplevelser, hvor han har været væk fra sin mor, har forårsaget hans rygrad til at skrumpe, og derudover har den mand Walter har været sammen med fået ham omskåret. En artikel i avisen antyder, at Christine en uegnet mor, der har problemer med at kende sin egen søn. Christine mødes derefter med Briegleb, som fortæller hender at historien kom fra politiet, for at svække hendes historie om, at "Walter" ikke var hendes rigtige søn. Han fortæller hende også om korruptionen i afdelingen og om de uetiske metoder der bruges over for mistænkte kriminelle. Walters lærerinde og tandlage giver Christine underskrevne breve, som fastslår at "Walter" er en bedrager. Christine arrangerer en pressekonference hvor hun fortæller sin historie som, at den fundne "Walter" ikke er hendes søn. Kriminalinspektør kan dog ikke finde sig i, at der drages tvivl om politiets arbejde, så for at lukke munden på hende sætter han Christine ind i en psykologisk anstalt. Christine får fortalt af en anden patient Carol Dexter (Amy Ryan), at Christine er en af mange, der er indsat under politiets bestemmelser, på den såkaldte kode 12. Doktor Steele (Denis O'Hare) diagnosticerer Christine for se desillusioner og tvinger hende til at tage humør-regulerende piller. Steele siger, at han vil løslade Christine, hvis hun skriver under på, at "Walter" er hendes rigtige søn. Hun nægter.
Kriminalbetjent Ybarra (Michael Kelly) bliver sendt ud til en kvægfarm i Wineville, Riverside County for at afhente 15-årige Sanford Clark, som skal sendes til Canada. Drengens onkel, Gordon Northcott (Jason Butler Harner), som bor på farmen sammen med Clark flygter, da Ybarra kommer fra at afhente drengen. Clark fortæller Ybarra, at Northcott tvang ham til at hjælpe med at kidnappe og myrde omkring 20 børn. Han identificerer derefter Walter som et af børnene. Kriminalkommisær Jones fortæller pastor Briegleb at Christine er blevet indsat i en beskyttende forvaring pga. et mentalt sammenbrud. Jones beordrer, at Clark sendes videre til Canada, og dermed lade være med at efterforske hans historie, men Ybarra tager Clark med ud til farmen og finder derefter gerningsstedet og beviser for de mange mord. Briegleb sørger for, at Christine bliver løsladt, ved at vise doktor Steele en avisartikel, hvor Walter menes at være en af ofrene i Wineville-mordene. "Walter" tilstår sin falske identitet og fortæller, at hans motiv var at komme til Los Angeles for at se hans yndlingskuespiller, Tom Mix, og han udtaler desuden, at politet fortalte ham, at han skulle lyve og udgive sig for at være Christines søn. Northcott bliver derefter fanget i Vancouver, Canada. Christine og hendes advokat (Geoff Pierson) får en domstolkendelse til at løslade alle de indsatte kvinder, der urimeligt blev indsat af politiet.
På dagen for retssagen mod politiet for deres urimelige håndtering af Christines sag starter en kæmpedemonstration ude foran Los Angeles' rådhus. Retssagen mod politiet finder sted samtidig med retssagen mod Northcott, som er anklaget for en lang række mord mod forsvundne børn. Rettet kommer frem til, at Jones og Davis (Colm Feore), som er politimester i LAPD, skal fjernes fra tjeneste, og at politiet frem over skal have retskendelser for at lukke folk inde på anstalter. Northcott findes skyldig i mordene og idømmes dødsstraf ved hængning. To år senere bliver hun fortalt, at Northcott gerne vil indrømme, at han dræbte Walter, hvis hun møder ham før han henrettes. Northcott nægter dog at tilstå mordet, da hun møder op. Den næste dag bliver hans dødsom eksekveret. I 1935 bliver David Clay fundet i live. Han er et af børnene, som menes at være myrdet i Wineville. Han fortæller, at en af børnene, som han var fanget sammen med hed Walter. Han siger endvidere, at det lykkes for David, Walter og en anden dreng at flygte, men de blev skilt fra hinanden, og han ved derfor ikke om Walter blev fanget igen, eller om han slap fra Northcott. Dette gav Christine håb for at finde Walter. I filmens efterskrift fortælles det, at hun fortsatte sin søgen efter sin søn frem til sin død, dog uden nogensinde at finde ham.